# Jordi Lardín
Jordi Lardín Cruz (4 de junho de 1973) é um ex-futebolista profissional espanhol que atuava como meia.

## Carreira
Jordi Lardín representou a Seleção Espanhola de Futebol, nas Olimpíadas de 1996. 